# Група Вагнер
Група „Вагнер” (рус. Группа Вагнера, енгл. Wagner Group), званично ПВК „Вагнер” (рус. ЧВК «Вагнер»), је руска приватна паравојна организација. За Групу Вагнер се сматра да је блиска председнику Русије Владимиру Путину, док Влада Русије тврди да Група Вагнер не постоји легално јер су приватне војске забрањене у Русији. Иако Група Вагнер није идеолошки вођена,  елементи Групе Вагнер су повезани са неонацистима и крајње-десничарским екстремистима.
Група Вагнер је учествовала у рату на истоку Украјине, где је помагала сепаратистичким снагама самопроглашених ДНР и ЛНР од 2014. до 2015. године. Њени борци су наводно учествовали у разним сукобима широм света, укључујући грађанске ратове у Либији, Сирији, Централноафричкој Републици и Малију.
Тренутно су активни у сукобима у Украјини.
Сматра се да је Група Вагнер у власништву руског пословног човека Јевгенија Пригожина или финансијски повезана са његовим пословним активностима.
Дана 23. јуна 2023. године, Група Вагнер је започела покушај оружане побуне против Оружаних снага Руске Федерације и Министарства одбране. Међутим, све је завршено мирним дијалогом и одласком Пригожина у Белорусију.